# Weint um die Verdammten
Weint um die Verdammten (Originaltitel: Band of Angels) ist ein US-amerikanisches Bürgerkriegsdrama von Raoul Walsh aus dem Jahr 1957 mit Clark Gable und Yvonne De Carlo in den Hauptrollen. Als Vorlage diente der zwei Jahre zuvor erschienene Roman von Robert Penn Warren.

## Handlung
Amantha Starr ist die privilegierte Tochter eines Plantagenbesitzers aus Kentucky. Nach seinem Tod kommt ein schockierendes Geheimnis ans Licht: Ihre Mutter war eine schwarze Sklavin ihres Vaters. Da sie nach dem Gesetz nun als Besitztum und nicht als Hinterbliebene ihres verstorbenen Vaters gilt, wird sie einem Sklavenhändler aus New Orleans zum Verkauf überlassen.
Auf der Schifffahrt nach New Orleans wird sie von ihrem Besitzer, dem Sklavenhändler Calloway, bedrängt. Daraufhin entschließt sie sich, ihrem Leben ein Ende zu setzen. Calloway kann dies im letzten Moment verhindern und lässt sie nun in Ruhe, denn eine so schöne, kultivierte, junge Frau, die glatt als Weiße durchgeht, erscheint ihm viel zu wertvoll, um ihren Tod zu riskieren.
Amantha wird versteigert. Als sie ein potenzieller Käufer in der Auktionshalle ungeniert inspiziert, wird sie von dem wohlhabenden Plantagenbesitzer Hamish Bond gerettet, indem er eine außerordentlich hohe Summe für sie bietet. Er erhält den Zuschlag. Amantha, die mit dem schlimmsten rechnet, ist überrascht, dass sie von ihrem neuen Besitzer wie eine Dame behandelt wird, und nicht wie eine Sklavin. In seiner Stadtvilla lernt sie seine Haushälterin und ehemalige Geliebte Michele kennen. Mit seinem Hauptsklaven und Plantagenverwalter Rau-Ru verbindet Hamish ein ganz besonderes Verhältnis. Rau-Ru ist dankbar für die Freundlichkeit, die Bildung und das Vertrauen, das Hamish in ihn setzt; er hasst ihn aber trotzdem.
Amantha und Hamish verlieben sich ineinander. Er ist bereit, ihr die Freiheit zu schenken, doch sie entscheidet sich dafür, bei ihm zu bleiben. Erschwert wird ihre Situation aber dadurch, dass Hamish ein schreckliches Geheimnis aus seiner Vergangenheit verbirgt, das sein Gewissen plagt.
Dann bricht der Bürgerkrieg aus und New Orleans wird von der Nordstaatenarmee erobert. Hamish wird ein gesuchter Mann, als er aus Protest zusammen mit anderen Plantagenbesitzern seine Felder anzündet, um die Ernte zu vernichten. Rau-Ru, der sich zwischenzeitlich dem Nordstaatenregiment angeschlossen hat, verhilft Hamish und Amantha zur Flucht.

## Wissenswertes
Warner kaufte die Rechte an dem Buch noch vor dessen Veröffentlichung im Jahr 1955.
Eine Plantage mit dem Namen „Belle Helene“, wie sie im Film erwähnt wird, gibt es tatsächlich.
Die Ashland Plantage, auf der der Film gedreht wurde, trug unter seinem früheren Besitzer diesen Namen. Das Anwesen liegt im Bundesstaat Louisiana zwischen Geismar und Darrow. Das zugehörige Herrenhaus ist auch auf dem Filmplakat abgebildet.
Der Film wurde in bundesdeutschen Kinos auch unter dem Titel Hamish, der Sklavenhändler und in Österreich auch als Amanta, die weiße Sklavin gezeigt. Bei der Erstaufführung in Deutschland in der Vorweihnachtszeit 1957 war der Film für Personen ab 16 Jahre freigegeben. Später wurde das Mindestalter auf 12 Jahre herabgesetzt.

## Synchronisation
| Darsteller           | Deutscher Sprecher  | Rolle                  |
| -------------------- | ------------------- | ---------------------- |
| Clark Gable          | Wolfgang Lukschy    | Hamish Bond            |
| Yvonne De Carlo      | Marianne Kehlau     | Amantha Starr          |
| Sidney Poitier       | Hans Walter Clasen  | Rau-Ru                 |
| Efrem Zimbalist, Jr. | Reinhard Glemnitz   | Lieutenant Ethan Sears |
| Rex Reason           | Ernst von Klipstein | Captain Seth Parton    |
| Patric Knowles       | Herbert Weicker     | Charles de Marigny     |
| Torin Thatcher       | Ernst Konstantin    | Capt. Canavan          |

## Kritik
„Überlange Romanverfilmung im Stil des Kinoerfolgs ‚Vom Winde verweht‘, jedoch nur als aufwendige, von Melodramatik und Gesängen erfüllte Atelierinszenierung.“